# Pigeage
Pigeage kommt aus dem Französischen und bedeutet so viel wie „zerstampfen“. Es handelt sich dabei um eine klassische Weinbereitungsmöglichkeit. Ursprünglich war damit das Zerstampfen der Weintrauben zur Saftgewinnung bezeichnet. Heutzutage übernehmen diese Aufgabe Weinpressen.
In der modernen Weinherstellung beschreibt die Pigeage eine Technik zur Gewinnung von farb- und tanninreichen Rotweinen. Üblicherweise findet bei Rotwein eine sog. Maischegärung statt. Dabei wird der Saft gemeinsam mit den angequetschten Fruchtteilen (Beerenhäute, Kerne und ggfs. Rappen) vergoren. Durch das bei der Gärung entstehende Kohlendioxid werden diese Fruchtbestandteile immer wieder an die Oberfläche getrieben und bilden dort den sog. Tresterhut. Nach einiger Zeit trocknet der Tresterhut aus und es verringert sich der Kontakt mit dem übrigen Most. Im Ergebnis führt dies zu einer geringeren Auslaugung der darin befindlichen Inhaltsstoffe.
Bei der Pigeage wird der Tresterhut regelmäßig untergestoßen. Dadurch kommt es zu einer verstärken Extraktion von Farb-, Aroma- und Gerbstoffen. Traditionell wird die Pigeage mit den Füßen durchgeführt. Bei der Herstellung von Portwein ist diese Vorgehensweise noch immer üblich. Heutzutage findet die Pigeage meist mittels Stangen oder Rührlöffel statt. Alternativ kann die Pigeage auch maschinell mit hydraulischen Pressstempeln ausgeführt werden.
Bei der klassischen Pigeage handelt es sich um eine zeitaufwändige, aber auch relativ schonende Form der Weinbereitung. Einen vergleichbaren Effekt liefert die sog. Remontage (Überschwallverfahren). Dabei wird der Most maschinell vom Boden auf den Tresterhut gepumpt. Bei dieser Bearbeitungsform des Umpumpens bzw. Überwälzens wird der Wein aber regelmäßig stärker mit Sauerstoff angereichert, was viele Qualitätswinzer versuchen zu vermeiden.